# Ueda Yasuyuki
Ueda Yasuyuki (耕行 Yasuyuki Ueda?) är en japansk producent och animatör av ett antal stora animeserier, bland annat Serial Experiments Lain till vilken han även skrev manus. Han har även varit delaktig i spelen Noel, Serial Experiments Lain och WachenRoder till Sega Saturn. Han var den första att anställa Yoshitoshi ABe.